# Vinzaglio (métro de Turin)
Pour les articles homonymes, voir Vinzaglio (homonymie).
Vinzaglio est une station de la ligne 1 du métro de Turin située à l'intersection des corso Vittorio Emanuele II, corso Vinzaglio et corso Duca degli Abruzzi.